# Allamps
Allamps è un comune francese di 531 abitanti situato nel dipartimento della Meurthe e Mosella nella regione del Grand Est.

## Storia

### Simboli
Lo stemma, adottato dal comune nel 1979, si blasona:
Il 1º e il 4º quarto sono lo stemma del Ducato di Bar. Le armi dei sovrani di Bar ricordano che il duca Roberto nel 1388 prese il villaggio sotto la sua protezione. Le pietre della lapidazione di santo Stefano rievocano la cattedrale di Santo Stefano della diocesi di Toul da cui dipendeva la parrocchia di Allamps. Infine la coppa simbolizza la vetreria di Vannes-le-Châtel, fondata nel 1765 nel territorio del comune.

## Società

### Evoluzione demografica
Abitanti censiti